# Nyckelbensmuskeln

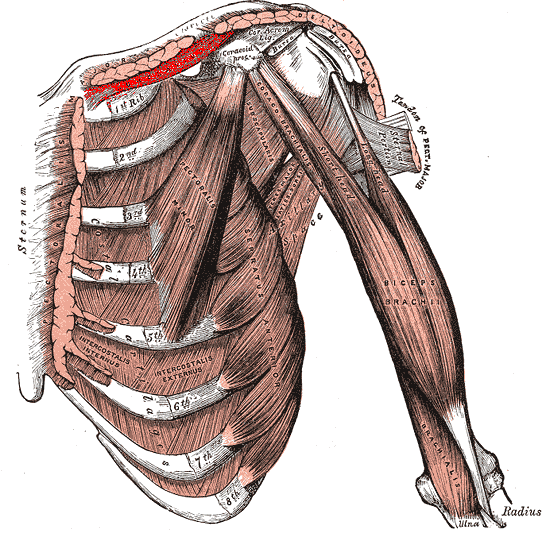
Subclavius

Nyckelbensmuskeln (m. Subclavius) är en mycket liten muskel som inte har någon direkt rörelse att utföra, utan fixerar istället sternoclavikularleden (art. Sternoclavicularis) och agerar aktivt ligament.
Muskeln har sitt ursprung i det första revbenets broskdel (cartilago costae) och fäste sedan vid nyckelbenets undre kant ute vid axeln (inferiort på laterala änden av os clavicula), .